# Mount Joffre
Mount Joffre är ett berg i Kanada.   Det ligger på gränsen mellan Alberta och British Columbia, i den västra delen av landet, 3 000 km väster om huvudstaden Ottawa. Toppen på Mount Joffre är 3 450 meter över havet.
Terrängen runt Mount Joffre är bergig norrut, men söderut är den kuperad. Mount Joffre är den högsta punkten i trakten. Trakten runt Mount Joffre är nära nog obefolkad, med mindre än två invånare per kvadratkilometer.. Det finns inga samhällen i närheten. 
Trakten runt Mount Joffre består i huvudsak av gräsmarker.